# Educação no México
No México o índice de alfabetização em 2004 era de 97% para jovens com menos de 14 anos, e 91% para as pessoas acima de 15, colocando o México em 24º lugar no ranking mundial de acordo com a UNESCO. A educação primária e secundária é gratuita e compulsória, durando 9 anos. Mesmo que diferentes programas de educação bilingue existam desde a década de 1960 para as comunidades indígenas, depois da reforma constitucional no final da década de 1990 esses programas receberam um novo incentivo, e textos e livros gratuitos são produzidos em mais de uma dúzia de línguas indígenas.
Na década de 1970, o México estabeleceu um sistema de ensino a distância através de comunicações de satélite para atingir pequenas comunidades rurais e indígenas inacessíveis por outros meios. Escolas que usam esse sistema são conhecidas no México como telesecundarias. O ensino a distância da educação secundária no México também é transmitido para alguns países da América Central e para a Colômbia, e é usado em algumas regiões do sul dos Estados Unidos como um método de educação bilingue. Há aproximadamente 30 000 telesecundarias e aproximadamente um milhão de estudantes de telesecundaria no país.